# Feliks Karpiński
Feliks Karpiński ps. „Korab” (ur. 1900 w Kotkowie, zm. 1942 w Radomiu) – hubalczyk, rotmistrz Wojska Polskiego.

## Życiorys
Gospodarował przed wojną w majątku Kotków w powiecie łęczyckim. Zmobilizowany 1 września 1939 do sformowanego w Wołkowysku 102 pułku ułanów. Był w nim dowódcą szwadronu. Porucznik Karpiński był w grupie, która przy granicy litewskiej zawróciła i dołączyła do oddziału majora Henryka Dobrzańskiego. Szef sztabu oddziału.
Po opuszczeniu oddziału działał w konspiracji w okręgu łódzkim. Komendant obwodu Związku Walki Zbrojnej w Radomsku, a następnie inspektor Inspektoratu Piotrków Trybunalski. Awansował na rotmistrza. W majątku pod Piotrkowem pracował jako ogrodnik. Wiedząc, że jego osobą interesują się Niemcy, wyjechał na krótko do Warszawy. Podczas załatwiania spraw we wrześniu 1942 w Piotrkowie został aresztowany. Wywieziony do Radomia, podczas przesłuchania zamordowany.

## Ordery i odznaczenia
- Krzyż Srebrny Orderu Virtuti Militari nr 13190[3]